# Stazione di Cergy-Saint-Christophe
Cergy - Saint-Christophe è una stazione ferroviaria situata nella città di Cergy e inaugurata il 29 maggio 1988. La stazione, costruita da Philippe Deslandes fu aperta con Cergy - Préfecture. È stata, fino al 1994, il capolinea della RER A ramo A3 ma è ora è la penultima fermata.
La stazione è composta da un grande edificio in vetro posto al di sopra della linea al livello della strada e si compone di un cilindro di vetro e metallo con sulla facciata il più grande orologio in Europa.